# Mit Simms
Milton Speer „Mit“ Simms (* 12. August 1873 in Rockford, Alabama; † 22. Juli 1957 in Phoenix, Arizona) war ein US-amerikanischer Politiker (Demokratische Partei).

## Werdegang
Milton Speer Simms, Sohn von Maria Louisa Speer (1845–1887) und Franklin Robert Simms (1823–1890), wurde 1873 im Coosa County geboren und wuchs dort auf. Über sein Privatleben ist kaum etwas bekannt. Er zog vor 1902 in das Arizona-Territorium. Am 25. Dezember 1902 heiratete er seine erste Ehefrau Lillian Mary McCabe (1881–1941), Tochter von Sally Barkman und John D. McCabe, welche in Globe (Arizona-Territorium) geboren wurde. Aus der Ehe gingen keine Kinder hervor.
Am 12. September 1910 wurde er vom Graham County zum Delegierten für die Verfassunggebende Versammlung vom Arizona-Territorium gewählt. Dort unterzeichnete er am 9. Dezember 1910 die Verfassung von Arizona mit Mit Simms. Er diente von 1915 bis 1917, von 1931 bis 1933, von 1935 bis 1937 und von 1947 bis 1949 als Treasurer of State von Arizona und von 1919 bis 1921 als Secretary of State von Arizona. Danach saß er von 1949 bis 1954 und von 1955 bis 1957 in der Arizona Corporation Commission.
Simms heiratet am 15. Mai 1946 seine zweite Ehefrau Sarah Loella Wright (1886–1969), Tochter von Martha Loella Weaver und Amos Russell Wright.
Er verstarb am 22. Juli 1957 im St. Joseph’s Hospital in Phoenix (Arizona). Sein Leichnam wurde dann auf dem Safford Union Cemetery in Safford (Graham County) beigesetzt.